# 鳴海潮
鳴海 潮（なるみ うしお）とは元宝塚歌劇団副星組組長。大阪府出身。奈良女子高等師範学校附属高等女学校（現・奈良女子大学附属中等教育学校）出身。芸名は姉が命名。宝塚時代の愛称はサノやん。

## 来歴・人物
1939年に宝塚音楽舞踊学校（現在の宝塚音楽学校）に入学し、1941年に29期生として宝塚歌劇団に入団した。初舞台公演演目は『大やまとの歌』。
1960年?から1967年?まで星組副組長を務めた。
1970年に宝塚歌劇団を退団。

## ドラマ出演
- あきくさばなし（1959年11月13日、KTV）
- 人買いと竹の精（1959年11月27日、KTV）
- 青空三銃士（1961年2月11日 - 1961年3月4日、CX）

## 参考資料
- タグ「鳴海潮」でのドラマ＆人名検索結果 - テレビドラマデータベース